# Farol
Un farol és una beguda feta amb ginebra i menta que es bevia per esmorzar durant el segle xix fins al primer quart del segle xx a diversos indrets de Barcelona. Era sobretot molt popular als barris més populars, com el Poblenou, el Poble Sec o el districte de Sants.